# Unicorn (banda)
Unicorn (ユニコーン) é uma banda japonesa de rock formada em Hiroshima, em 1986, onde continuaram até 1993 e retornaram em 2009.

## História
A banda Unicorn se formou em Hiroshima no ano de 1986. seu primeiro álbum de estúdio se chama “Boom” o qual foi lançado em 1987 pela CBS/Sony e o produtor musical foi Isao Akira. Em 4 de novembro de 1988 participaram do festival de artistas da universidade de Waseda.
Em 1993 os integrantes da banda se separaram. Em uma lista feita em 2003 pela HMV o qual foi listado o top 100 dos artistas japoneses pop o Unicorn apareceu em 61ª posição.
Em 2009 lançaram o seu álbum de retorno, Chambre, que estreou no topo das paradas, tornando-se no Japão o segundo grupo após Kaguyahime em 1978 a conseguir este feito. Com Chambre permaneceram uma semana na primeira posição do ranking semanal da Oricon.

## Membros
- Tamio Okuda – vocal
- Isamu Teshima – guitarra
- Kazushi "EBI" Horiuchi – baixo
- Yoshiharu "ABEDON" Abe – teclado
- Koichi Kawanishi – bateria

## Influências
A música de Unicorn influênciou vários artistas, entre eles, Yuzu, Taro Tsuyoshi Obuchi （Kobukuro）, Asian Kung-Fu Generation, Beat Crusaders, Janne Da Arc, Remioromen, SEAMO, Masahiko Shimura, （Fujifabric）, Shō Wada （Triceratops）, Makiko Ono （Hana*Hana）, Orange osmanthus, aiko, The Back Horn, Sukima Switch, Mongol800, Maximum the Hormone, Funky Katō, （Funky Monkey Babys）, Polysics DOES,, 髭（HiGE）, Special Others, monobright, Analog Fish, Susumu Nishimura,（Snowkel）, Chatmonchy, Sakanaction.